# 1. Klasse Halle-Merseburg 1942/43

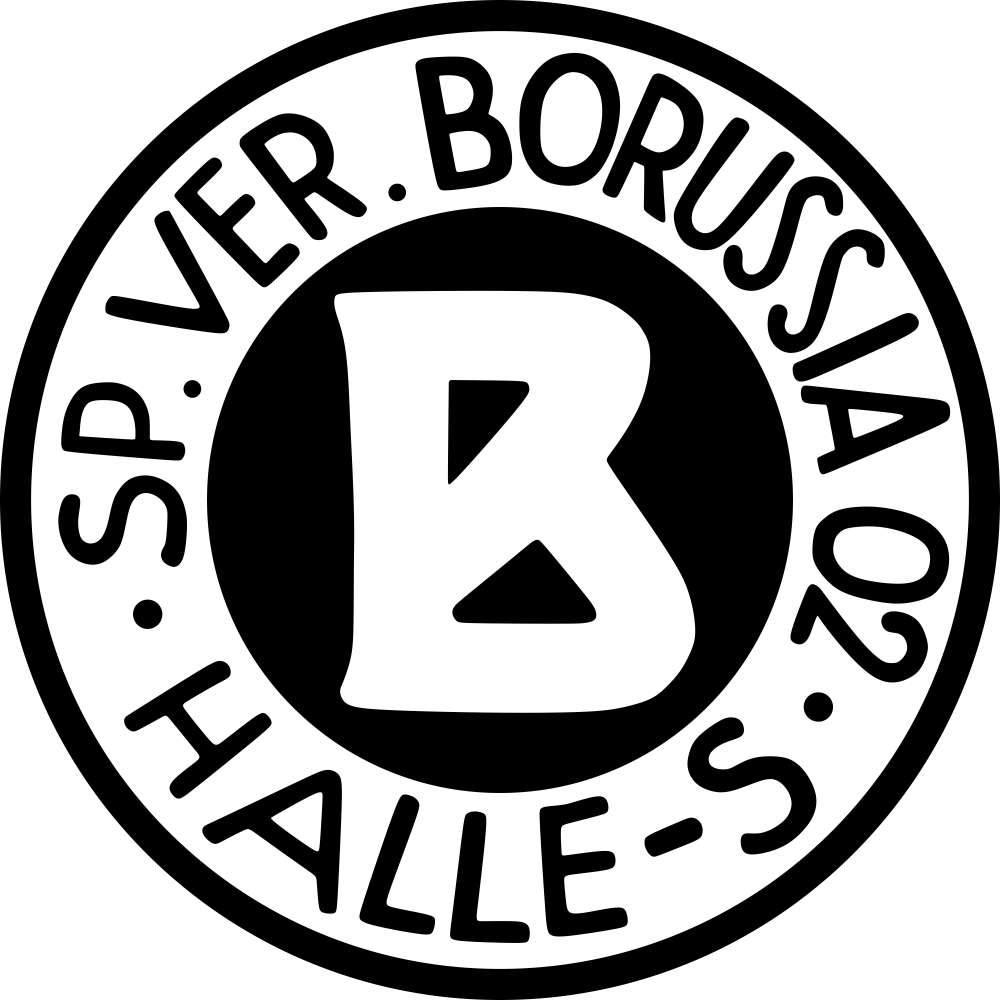
SV Borussia 02 Halle – Zum Abschluss nochmal ein Platz auf dem Podest?

Die 1. Klasse Halle-Merseburg 1942/43 war die zehnte und letzte Spielzeit der seit 1933 als Unterbau zur Gauliga Mitte fungierenden zweitklassigen Bezirksklasse Halle-Merseburg. Letzter Titelträger der Klasse wurden, die erst vor Jahresfrist fusionierten KSG-Reichsbahner und VfL-Mannen aus Merseburg. Gefolgt von den SV Unionern aus Sandersdorf-Brehna. Da sich insgesamt neunzehn Spiel-Resultate der Saison nicht ermitteln ließen, sind bezüglich des letzten Abstiegsplatzes, sowie zur Meister-Frage dezidierte Antworten zu geben. Zu allen weiteren genauen Tabellen-Platzierungen, sind dagegen keine verlässlichen Aussagen möglich. Fest steht nur, dass sich alle Vereine aus dem kompakten Mittelfeld frühzeitig den Klassenerhalt sichern konnten, da die Merseburger 01 Preussen das nötige Spiel-Niveau vermissen ließen. In der dritten Februar-Woche 1943, zog der Militärsportverein M.S.V. Torgau seine Mannschaft vom laufenden Spielbetrieb zurück, weil man sich personalbedingt außerstande sah, alle noch auszutragenden Pflichtspiele bestreiten zu können. Front-Einsätze der Spieler im vierten Kriegsjahr, forderten ihren merklichen Tribut. Der zweite Aufsteiger, F.C. Wittenberg 07, schlug sich dagegen beachtlich und rangierte zum Ende der Saison auf einem respektablen vierten Platz. Die neu gebildete „Kriegs-Spielgemeinschaft“ aus Rot-Weiß und VfL Bitterfeld profitierte vom Rückzug der Torgauer und konnte sich somit auch im nächsten Jahr oberhalb der 2. Klassen etablieren. Eine gewohnte Aufstiegsrunde aller Kreismeister des Sportbezirks fand erstmals nicht mehr statt. Wie sich die weitere Spielklassen-Struktur unterhalb der Gauliga gestaltete, ist nicht bekannt weil bisher nicht verlässlich dokumentiert. Die K.S.G. Reichsbahn/VfL Merseburg qualifizierte sich aber verbrieft als Erster der Aufstiegsrunde, neben  Preußen 02 Burg, für die Gauliga-Saison 1943/44.

## Abschlusstabelle
Tabellen, Zahlen und Resultate sind aus den im Unterpunkt Quellen notierten Zeitungen entnommen. 
 * Tabelle vom 1. März 1943, [ 71 Spiele ]. Danach endet das Vorhandensein der Quellen-Zeitung. + [ 4 Resultate vom Mai ] + [ 5 abgesetzt ] = [75]. Bleiben 10 zu ermitteln.
Ermittelte Spiele: 75 von 90 (angesetzt) / nur 85 (gespielt / gewertet)__/__Ermittelte Tore: 374

[ 10. Spielzeit, (4.Kriegsmeisterschaft) – Saison-Beginn:006.09.1942 ]
| Pl. | Verein                     | Sp. | Tore  | Quote | Punkte |
| --- | -------------------------- | --- | ----- | ----- | ------ |
| 01. | RB/VfL Merseburg           | 14  | 48:19 | 2,52  | 22:60  |
| 02. | Viktoria Wittenberg 07 (N) | 16  | 45:32 | 1,40  | 21:11  |
| 03. | SV Union Sandersdorf       | 16  | 39:34 | 1,15  | 20:12  |
| 04. | SV Borussia 02 Halle       | 16  | 34:26 | 1,31  | 18:14  |
| 05. | SV Halle 98                | 16  | 35:45 | 0,77  | 16:16  |
| 06. | SG Mockrehna               | 16  | 36:51 | 0,70  | 12:20  |
| 07. | SV Merseburg 99            | 14  | 41:31 | 1,32  | 11:17  |
| 08. | MSV Torgau (N)             | 13  | 29:39 | 0,74  | 11:15  |
| 09. | Rot-Weiß/VfL Bitterfeld    | 15  | 33:48 | 0,68  | 10:20  |
| 10. | FC Preußen 01 Merseburg    | 14  | 34:49 | 0,69  | 09:19  |

Nach-Recherche: [ 10 fehlende Resultate / 5 Spiele wurden offiziell abgesetzt, Erklärung siehe unten ]
[* Der MSV Torgau zog seine Mannschaft nach seinem 13. Punktspiel vom laufenden Spielbetrieb zurück.]
| (N) | Aufsteiger aus den 2. Klassen |

(bei Punktgleichheit entschied in allen Klassen und Runden jeweils der Tor-Quotient über die Tabellen-Platzierung)

## Aufstiegsrunde
Eine Aufstiegsrunde zur 1. Klasse Halle-Merseburg 1943/44 ist nicht überliefert.